# غيراتشي
جراجي أو (نقحرة: غيراتشي ) هي بلدة تقع في مقاطعة رية قلورية في إيطاليا.

## السكان
في سنة 1861 بلغ عدد السكان 4٬259 نسمة، وتطور العدد ليصل في سنة 2011 لـ 2٬772 نسمة.
يظهر هذا المخطط البياني تطور النمو السكاني لـ جراجي

## صور

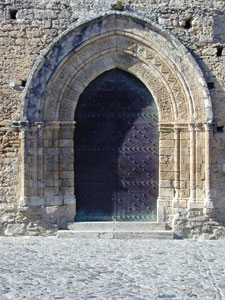
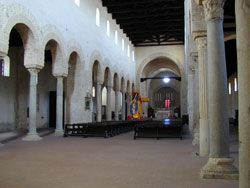
dral
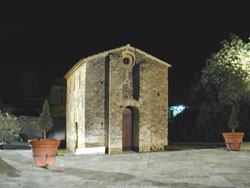
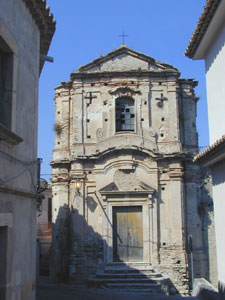
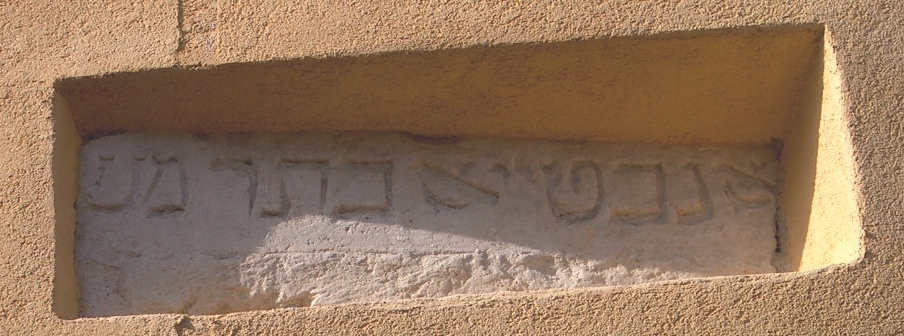
.
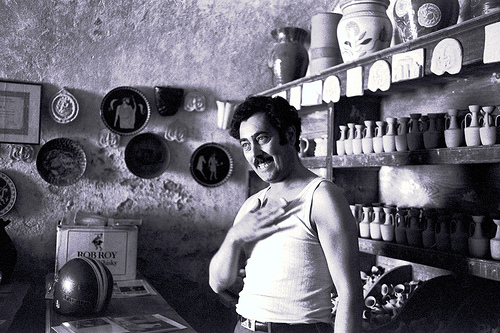